# Домениково
Домениково (бел. Даменікова) — деревня в Бучатинском сельсовете Копыльского района Минской области Белоруссии. По состоянию на 1 января 2016 г. в деревне было 17 хозяйств, проживало 35 человек.

## Транспортная сеть
Расположена в 33 км на юг от Копыля, 153 км от Минска, 26 км от жд ст. Тимковичи на линии Осиповичи-Барановичи, на автодороге Деречино-Новосёлки-Смоличи. На юго-западе и юго-востоке течёт река Волка.

## История
В XIX в. застенок в Слуцком уезде Минской губернии. В 1816 г. собственность Радзивиллов, в 1844 г. относилась к поместью Борки, застенок Домеников. В 1908 г. 17 дворов, 57 жителей, застенок в Вызнянской волости того же уезда. В 1917 г. 22 двора, 127 жителей. В 1924 г. 21 двор, 112 жителей. С 20 августа 1924 г. в Бучатинском сельсовете Краснослободского района Слуцкого округа. В нач. 1930-х. в колхозе имени Ворошилова. С 20 февраля 1938 г. в Минской области. Во время Великой Отечественной войны с 27 июня 1941 г. по 1 июля 1944 г. деревня оккупирована немецко-фашистскими захватчиками. На фронте погибли 20 уроженцев. С 20 сентября 1944 г. в Бобруйской, с 8 января 1956 г. в Минской областях. С 8 августа 1959 г. в Копыльском районе. С 1960 г. деревня в Смоличском сельсовете того же района, 115 жителей. В 1997 г. 47 хозяйств, 113 жителей, в колхозе «Искра Ленина». В 2007 г. 33 хозяйства, 60 жителей, в составе СВК «Малиново».